# Bénédicte Janine Kacou Diagou
Pour les articles homonymes, voir Diagou.
Bénédicte Janine Kacou Diagou, est une femme d'affaires de nationalité ivoirienne, née à Abidjan en 1973. Elle est la fille de Jean Kacou Diagou, l'une des 25 plus grosses fortunes d'Afrique francophone. Experte de la banque et de l’assurance, elle est présidente du conseil d'administration de Nsia Banque Bénin  et directrice générale du groupe NSIA, acteur panafricain de la bancassurance groupe  opérant dans une trentaine de filiales réparties à travers douze pays d'Afrique.

## Éducation
Au Cours Sainte Marie de Hann au Sénégal plus précisément à Dakar, B. Janine Kacou Diagou obtient son baccalauréat scientifique. Elle poursuit ses études à l’IFAM et obtient un Bachelor of Business Administration. Elle rejoint ensuite la Middlesex University, à Londres, où elle obtient un Master en ingénierie financière.

## Carrière
Après ses études en 1995, B. Janine Kacou Diagou entre au département Corporate Finances de Citibank NA, à Abidjan, avant d'intégrer le groupe Mobil Acoe comme auditrice interne.

## Prix et distinctions
En novembre 2014, Bénédicte Janine Kacou Diagou est nommée par le président de la république de Côte d'Ivoire, Alassane Ouattara, au Conseil Economique et Social de Côte d'Ivoire. Et l'institut Choiseul, l'un des plus importants ThinkTank français, qui la positionne dans le Top 10 des 100 leaders de l'Afrique de demain.
Le 7 janvier 2015, Janine Kacou Diagou est aussi faite Officier de l'ordre National par la Grande Chancellerie de Côte d'Ivoire.
En mars 2017, elle est classée dans le Top 50 des femmes d’affaires les plus influentes du continent Africain par le magazine Jeune Afrique.

## Engagement social
Marraine de l’organisation féminine Afrique Femme Initiative Positive( AFIP), en 2017, B. Janine Kacou Diagou créé le Bjkd’s, plateforme d’échange avec la communauté d’entrepreneurs ivoiriens.
En 2018, elle prend la décision de créer la FONDATION BJKD, une organisation à but non-lucratif pour soutenir l’Art, la Culture et entrepreneuriat. 
La fondation BJKD a conclu un partenariat avec le PNUD dans le but de renforcer ses actions en faveur de la réduction de la pauvreté, par la promotion de l’emploi et l’entrepreneuriat. Le PNUD a apporté son soutien technique et financier à la troisième édition du Prix Bjkd.
B. Janine Kacou Diagou est engagée pour les droits des femmes et le leadership féminin. Elle a participé, aux côtés de nombreuses femmes leaders à différents colloques et conférences internationales autour de ce thème.

## Vie privée
B. Janine Kacou Diagou est collectionneuse d’art contemporain. Elle est passionnée de peinture, de dessin et de sculpture et de culture africaine.